# Pseudamiops phasma
Pseudamiops phasma är en fiskart som beskrevs av Randall 2001. Pseudamiops phasma ingår i släktet Pseudamiops och familjen Apogonidae. Inga underarter finns listade i Catalogue of Life.